# Stary człowiek w smutku
Stary człowiek w smutku (hol. Oude man met het hoofd in de handen, ang. Old Man in Sorrow lub On the Threshold of Eternity) – obraz Vincenta van Gogha namalowany w końcu kwietnia 1890 podczas pobytu artysty w miejscowości Saint-Rémy. 
Numer katalogowy: F 702, JH 1967.

## Historia i opis
Obraz został namalowany na podstawie wcześniejszej litografii Starzec obejmujący dłońmi swą głowę (U bram wieczności). Litografia, jedna z dziewięciu autorstwa van Gogha, opiera się z kolei na rysunku opatrzonym angielskim tytułem „Worn Out”. Angielski tytuł jest przejawem ówczesnych ambicji artysty, żeby pracować dla angielskich magazynów ilustrowanych.
Oba dzieła są prawie identyczne – przedstawiają samotnego, starego człowieka siedzącego na krześle, pochylonego do przodu, z rękoma obejmującymi twarz. Obraz jest kwintesencją rozpaczy. Charakterystyczne jest, że van Gogh powrócił do tematu po 8 latach. Obraz jest być może odzwierciedleniem jego stanu psychicznego w tamtym okresie.